# Orobanche vallicola
Orobanche vallicola är en snyltrotsväxtart som först beskrevs av Jepson, och fick sitt nu gällande namn av Lawrence Ray Heckard. Orobanche vallicola ingår i släktet snyltrötter, och familjen snyltrotsväxter. Inga underarter finns listade i Catalogue of Life.